# Kali Arulpragasam
Kali Arulpragasam (* 1974 in Clapham (London), England) ist eine britische Schmuckdesignerin und Künstlerin.

## Leben
Arulpragasams Eltern sind Tamilen aus Sri Lanka, die dorthin zurückkehrten, als Kali zwei Jahre alt war. Sie besuchte Schulen in Sri Lanka und Indien. Mitte der 1980er Jahre floh die Familie wegen des Bürgerkriegs in Sri Lanka nach Großbritannien. Dort setzte Kali ihre Ausbildung am Londoner Kingston College und am West Thames College fort und machte 1997 einen Abschluss am Central Saint Martins College of Art and Design in London. Danach arbeitete sie für verschiedene Werbefirmen in London, New York City und Los Angeles, bevor sie 2006 nach London zurückkehrte. 
Arulpragasam arbeitet in ihrem eigenen Atelier im East End von London, wo auch der Sitz ihre eigene Schmuckfirma Super Fertile ist. Eine der letzten Serien von verschiedenen Schmuckstücken trägt die Bezeichnung Murder und soll optisch an Schusswunden und Messerstiche erinnern. Hierdurch will die Künstlerin an Folteropfer in Sri Lanka und weltweit erinnern.
Arulpragasams jüngere Schwester ist Mathangi Arulpragasam, die als Politpop-Sängerin und Schauspielerin M.I.A. bekannt ist.